# Women's Pro Tennis Classic 2011
Il Women's Pro Tennis Classic 2011 è stato un torneo professionistico di tennis femminile giocato sul cemento. È stata la 3ª edizione del torneo, che fa parte dell'ITF Women's Circuit nell'ambito dell'ITF Women's Circuit 2011. Si è giocato a Kansas City (Missouri) negli USA dal 3 al 9 ottobre 2011.

## Partecipanti

### Teste di serie
| Nazionalità | Giocatrice        | Ranking* | Testa di serie |
| ----------- | ----------------- | -------- | -------------- |
| Stati Uniti | Varvara Lepchenko | 109      | 1              |
| Italia      | Romina Oprandi    | 114      | 2              |
| Stati Uniti | Jamie Hampton     | 135      | 3              |
| Russia      | Regina Kulikova   | 143      | 4              |
| Canada      | Sharon Fichman    | 162      | 5              |
| Croazia     | Ajla Tomljanović  | 165      | 6              |
| Stati Uniti | Alexa Glatch      | 167      | 7              |
| Stati Uniti | Chichi Scholl     | 171      | 8              |

* Ranking al 26 settembre 2011.

### Altre partecipanti
Giocatrici che hanno ricevuto una wild card:
- Lauren Davis (ritiro)
- Maria Sanchez
- Yasmin Schnack
- Olivia Sneed

Giocatrici che sono passate dalle qualificazioni:
- Eugenie Bouchard
- Alexandra Mueller
- Asia Muhammad (ritiro)
- Marie-Ève Pelletier
- Brianna Morgan (lucky loser)
- Piia Suomalainen  (lucky loser)
- Romana Tedjakusuma (lucky loser)

## Campionesse

### Singolare
Varvara Lepchenko ha battuto in finale  Romina Oprandi con il punteggio di 6–4, 6–1

### Doppio
Maria Abramović /  Eva Hrdinová hanno battuto in finale  Jamie Hampton /  Ajla Tomljanović con il punteggio di 2–6, 6–2, [10–4]